# Jerry Lordan
Jeremiah Patrick (Jerry) Lordan (født 30. april 1934 i Paddington, London - død 24. juli 1995 i Shropshire, England) var en engelsk komponist, sangskriver og vokalist.  
Lordan som nok er mest kendt for de tre store hits "Apache! (1960), "Wonderful Land" (1962) , "Atlantis" (1963) og tillige hittet Mary Anne (1965), som instrumental gruppen The Shadows lancerede og toppede hitlisterne med disse år. Han har også skrevet nummeret "Diamonds" (1963) og "Scarlett O´Hara" (1963), som blev hits for Tony Meehan og Jet Harris, som var den oprindelige rytmegruppe i The Shadows til henholdsvis 1961 og 1962. Lordan skrev også "A girl like you" (1963), som blev et hit for Cliff Richard. Lordan startede som ung med at spille klaver, så senere guitar, inden han slog over og blev sangskriver og sanger. Efter en mislykket karriere som sanger, blev han komponist på fuld tid. Han var senere i sit liv bl.a. også skuespiller, f.eks. i filmen Sex Comedy, Come play with me (1977). Han døde i 1995 af nyresvigt 61 år gammel. 

## Udvalgte kompositioner
- Apache (1960)
- Wonderful Land (1962)
- Atlantis (1963)
- Diamonds (1963)
- Scarlet O´Hara (1963)
- A girl like you (1963)
- I am Just a baby (1963)
- Mary Anne (1965)